# Earls Court Exhibition Centre
Le Earls Court Exhibition Centre était le plus grand palais d'expositions de Londres, situé dans le district de Kensington et Chelsea et Hammersmith and Fulham. Son origine date de 1887 quand l'entrepreneur John Whitley s'installe sur un grand terrain vague à Fulham le long du chemin de fer et conçoit l'idée d'y presenter une série d'expositions chacune consacrée à un pays industrialisé. Il y reste jusqu'en 1892 lorsque le projet sera repris par Imre Kiralfy, un Hongrois.
Il a été décidé secrètement en 2008 que le Earls Court Exhibition Centre serait démoli pour faire place à "4 nouveaux villages urbains" y compris des appartements de luxe, des magasins et un jardin public. À l'origine, en 1887, le terrain fut dirigé par l'entrepreneur John Robinson Whitley, qui avant de faire faillite, créa un centre de loisir et d'expositions visité par des milliers, dont la Reine Victoria.
Ce site est desservi par les stations de métro Earl's Court et West Brompton.

## Événements
En juillet 2001, la chanteuse Madonna s'y produisit lors de six dates de son Drowned World Tour. Elle y retourne les 18 et 19 août 2004, lors de sa tournée Re-Invention Tour.
Depuis août 2006, il accueillait le Great British Beer Festival (GBBF), une des plus grandes fêtes de la bière au monde.
Le palais accueille lors des Jeux olympiques d'été de 2012 les épreuves de volley-ball.
En octobre 2014, l'année de sa fermeture, l'élection de Miss Monde 2014 se déroula dans le palais.